# Holapogon maximus
Holapogon maximus – gatunek ryby z rodziny apogonowatych, jedyny przedstawiciel rodzaju Holapogon Fraser, 1973
Osiąga ok. 25 cm długości. Występuje w zachodniej części Oceanu Indyjskiego.